# Oh My Girl Japan Debut Album
Oh My Girl Japan Debut Album – pierwszy japoński album studyjny południowokoreańskiej grupy Oh My Girl, wydany 9 stycznia 2019 roku przez wytwórnię Ariola Japan. Zawierał siedem pierwszych głównych singli z dyskografii zespołu w wersji japońskiej.
Ukazał się w trzech edycjach: regularnej (CD) i dwóch limitowanych. Album osiągnął 2 pozycję w rankingu Oricon i pozostał na liście przez 2 tygodnie, sprzedał się w nakładzie ponad 20 041 egzemplarzy w Japonii (wg Billboard Japan).

## Lista utworów
| CD | CD                                                             | CD      |
| Nr | Tytuł utworu                                                   | Długość |
| -- | -------------------------------------------------------------- | ------- |
| 1. | „Hanabi (Remember Me)” (jap. 花火(Remember Me))(Japanese ver.) |         |
| 2. | „Secret Garden” (Japanese ver.)                                |         |
| 3. | „Coloring Book” (Japanese ver.)                                |         |
| 4. | „WINDY DAY” (Japanese ver.)                                    |         |
| 5. | „LIAR LIAR” (Japanese ver.)                                    |         |
| 6. | „CLOSER” (Japanese ver.)                                       |         |
| 7. | „CUPID” (Japanese ver.)                                        |         |
| 8. | „Hanabi (Remember Me)” (jap. 花火(Remember Me))                |         |

## Notowania
| Lista                            | Pozycja |
| -------------------------------- | ------- |
| Oricon Weekly Album Chart        | 2       |
| Billboard Japan Hot Albums       | 4       |
| Billboard Japan Top Albums Sales | 1       |
| Gaon Weekly Album Chart          | 54      |